# 成田高等学校付属小学校
成田高等学校付属小学校（なりたこうとうがっこうふぞくしょうがっこう）は、千葉県成田市田町にある私立小学校。
「成田山新勝寺の宗教的使命の達成と、地方文化の向上」のために、1973年4月7日に創設された。「知・徳・体のバランスのとれた児童の育成」を目標とする教育がおこなわれている。

## 沿革
1973年4月7日に成田高等学校の付属小学校として設立された。当時の校長は川瀬信雄だった。使われた校舎は、元成田高等女学校の木造校舎であった。

## 著名な出身者
- 岩舘学（元プロ野球選手・北海道日本ハムファイターズ）
- 仲村瑠璃亜（女優）
- 秋本真利(衆議院議員)

## 廃校問題
2008年3月24日に学校役職者から、翌年度から生徒の募集を停止し2015年には廃校する旨の発表がなされた。中高一貫教育の強化に向けての体制強化のためだという説明であった。これに驚いた付属小学校の父母の会やOBらは存続を求める署名活動を行い、4月5日に廃校方針を決めた成田山財団に10日あまりの間に集まった4641名分の署名と要望書を提出するとともに、同校職員、財団役職者と意見交換を行い、付属小学校の存在意義を強く訴えた。保護者、卒業生らの要望を受け、同月19日の父母の会総会において同財団より、成田高等学校付属中学校との連携を強化する、進学基準を厳しくしていくなどの方針のもとに、新たに翌年度以降の募集を行い、付属小学校を存続させる方針が発表された。

## 特殊教室棟竣功
2012年8月に昨年来建設工事が続いていて特殊教室棟が竣功した。前述のように設立以来使われてきた女学校の旧木造校舎の建て替えであった。旧木造校舎に入っていた音楽室、図書室、理科室、調理教室に加え、職員室、放送室、保健室、茶法室が設置された。鉄筋コンクリート3階建で外壁はコンクリートの打ち放しとされた。設計は千葉市の潮建築設計、施工は株式会社フジタであった。窓を広く取り入れ、明るい教室となった。体験農場は、屋上に移動したが、ハーブが取れなくなった。。階段室には、「成長・発展」をテーマとするステンドグラスが父母の会から寄付された。